# Burg Kaisersbach
Als Burg Kaisersbach wird eine abgegangene mittelalterliche Befestigungsanlage auf der Gemarkung der Gemeinde Kaisersbach im baden-württembergischen Rems-Murr-Kreis bezeichnet. Von der Burg haben sich nur spärliche archivalische Belege erhalten.

## Geschichte
Auf dem Gebiet Kaisersbachs kamen früher die Gewanne Bürkacker oder im Burgäckerlin vor. Ansonsten haben sich keine Überreste erhalten. Möglicherweise gehörte die Burg staufischen Dienstmännern.
Kaisersbach hatte in der Stauferzeit eine gewisse Bedeutung. Der Ort wurde in einem ausgedehnten Reichswald gegründet, der wohl ursprünglich aus Buchen bestand. Erstmals erwähnt wurde der Ort 1375 als Kaiserspuch im Zusammenhang mit der Übereignung von staufischem Besitz an das Kloster Adelberg. Dieses Kloster wurde von Volknand von Staufen gegründet, der als ein treuer Gefolgsmann der Staufer bezeichnet wird.
Einer alten Sage nach soll sich Kaiser Friedrich I. Barbarossa in Kaisersbach aufgehalten und dort gebadet haben. Eine schwefelhaltige Heilquelle und eine Badstube in Kaisersbach ist urkundlich nachgewiesen.